# Liste der National Historic Landmarks in Idaho
Diese vollständige Liste der National Historic Landmarks in Idaho nennt die 10 Stätten, die im US-Bundesstaat Idaho als National Historic Landmark (NHL) eingestuft sind und unter der Aufsicht des National Park Service stehen. Diese dokumentieren Ereignisse von der Lewis-und-Clark-Expedition bis hin zu den Anfängen der Kernkraft. Die Stätten werden nach den amtlichen Bezeichnungen im National Register of Historic Places geführt.

## Legende
| NHL | National Historic Landmark |
| NHP | National Historical Park   |
| NHS | National Historic Site     |

## Übersicht
|    | Name der Stätte                    | Bild                                         | Jahr          | Ort                                           | County                           | Beschreibung |
| -- | ---------------------------------- | -------------------------------------------- | ------------- | --------------------------------------------- | -------------------------------- | --- |
| 1  | Assay Office                       | Assay Office                                 | 5. Mai 1961   | Boise                                         | Ada                              | Das Assay Office wurde 1870/71 von der Bundesregierung erbaut und war von 1872 bis 1933 in Betrieb. Es symbolisiert die Bedeutung des Bergbaus in der Geschichte von Idaho und dem amerikanischen Westen. |
| 2  | Bear River Massacre Site           |                                              | 21. Juni 1990 | Preston                                       | Franklin                         | Stätte, an der Freiwillige aus Kalifornien am 29. Januar 1863 eine Gruppe von Shoshonen angriffen. Das Bear River Massacre forderte das Leben von 300 Shoshonen und 14 Soldaten. |
| 3  | Camas Meadows Battle Sites         |                                              | 11. Apr. 1989 | Kilgore                                       | Clark                            | Orte der Battle of Camas Creek, wo sich die Nez Percé weiter der Gefangennahme entziehen konnten. |
| 4  | Cataldo Mission                    |                                              | 4. Juli 1961  | Cataldo 47° 32′ 55,1″ N, 116° 21′ 30″ W       | Kootenai                         | Diese Jesuiten-Mission aus den 1850er-Jahren ist die älteste erhaltene Missionskirche im Pazifischen Nordwesten. Sie diente den Bestrebungen die Coeur d’Alene zu bekehren. |
| 5  | City of Rocks                      | City of Rocks                                | 19. Juli 1964 | Almo 42° 4′ 33″ N, 113° 42′ 52″ W             | Cassia                           | Tausende von Emigranten auf dem California Trail haben dies zu einer beliebten Raststätte gemacht und hinterließen Wagenspuren, die noch heute sichtbar sind. Die Landschaft, bestehend aus frei stehenden Felsen, die wie Stadtgebäude aufragten, Wàldern und Bergen war ihnen eine angenehme Abwechslung zu den flachen Ebenen des Großen Beckens. |
| 6  | Experimental Breeder Reactor No. 1 | Weltweit erster funktionierender Brutreaktor | 21. Dez. 1965 | Arco 43° 30′ 34,2″ N, 113° 0′ 20,3″ W         | Butte                            | Dieser Forschungsreaktor war der weltweit erste Kernreaktor mit elektrischer Stromerzeugung am 20. Dezember 1951 sowie der erste funktionierende Brutreaktor. |
| 7  | Fort Hall                          |                                              | 20. Jan. 1961 | Fort Hall                                     | Bannock                          | Außenposten, an dem der Oregon Trail vom California Trail abzweigt. |
| 8  | Lemhi Pass                         |                                              | 9. Okt. 1960  | Tendoy 44° 58′ 29″ N, 113° 26′ 41″ W          | Lemhi, ID und Beaverhead, MT     | Ein Pass, über den der Lolo Trail führt. |
| 9  | Lolo Trail                         |                                              | 9. Okt. 1960  | Lolo Hot Springs 46° 38′ 7″ N, 114° 34′ 47″ W | Clearwater (ID) und Missoula, MT | Ein schwieriger Pfad, der 1805 und 1806 von der Lewis-und-Clark-Expedition genutzt wurde. |
| 10 | Weippe Prairie                     |                                              | 23. Mai 1966  | Weippe                                        | Clearwater                       | Prärielandschaft mit Prärielilien, deren Wurzeln die Grundnahrung der Nez Percé waren. Gleichzeitig für die Lewis-und-Clark-Expedition der Endpunkt des Lolo Trail. |

## Weitere Stätten unter Aufsicht des National Park Service
National Historic Sites National Historic Parks, National Memorials und einige andere Stätten stehen ebenfalls unter der Aufsicht des United States National Park Service, genießen aber wie die NHLs einen höheren Schutz als die allgemein in das National Register of Historic Places eingetragenen Objekte, ohne dass sie als National Historic Landmarks geführt werden. Es gibt zwei solcher Gebiete in Idaho.
|   | Name der Stätte                    | Bild                     | Jahr         | Ort        | County | Beschreibung                                                                          |
| - | ---------------------------------- | ------------------------ | ------------ | ---------- | ------ | ------------------------------------------------------------------------------------- |
| 1 | Nez Perce National Historical Park |                          | 15. Mai 1965 |            |        |                                                                                       |
| 2 | Minidoka National Historic Site    | Internierte vor Baracken | 2001         | Twin Falls | Jerome | Eines von zehn Camps zur Internierung japanischstämmiger Amerikaner von 1942 bis 1945 |